# Allotrichoma yosemite
Allotrichoma yosemite är en tvåvingeart som beskrevs av Cresson 1926. Allotrichoma yosemite ingår i släktet Allotrichoma och familjen vattenflugor. Inga underarter finns listade i Catalogue of Life.